# Comité Olímpico Austríaco
El Comité Olímpico Austríaco es el Comité Nacional Olímpico de Austria, fundado en 1912 y reconocido por el COI ese mismo año.